# 中国共産党中央委員会総書記
中国共産党中央委員会総書記（ちゅうごくきょうさんとうちゅうおういいんかいそうしょき）は、中国共産党の党首。中華人民共和国の指導政党である中国共産党中央委員会の最高指導者が就任する役職、本職にある者が同国の事実上の最高指導者となる。党中央政治局会議および党中央政治局常務委員会会議を招集し、党中央書記処の事務活動を主宰する。
略称は中共中央総書記、中共総書記、共産党総書記、党総書記など。江沢民がこの役職を務めて以降、中国共産党が中華人民共和国を指導していくことが謳われているため、総書記は共産党と国家の最高指導者とされる。江沢民、胡錦濤がこの役職を務めて以降、党中央軍事委員会主席を兼任し、実権を掌握している。現在の党総書記は習近平（第5代）。
中国共産党中央委員会総書記は中央委員会全体会議によって選出される。中央政治局常務委員から必ず選出される。総書記の職務権限は、中央政治局会議、中央政治局常務委員会会議の招集を行うほか、中央政治局と中央政治局常務委員会の事務組織である中央書記処を主宰し、各中央書記処書記の間の調整を行い纏めることである。（党規約第22条）
また、1980年開催の第11期5中全会で決議された「党内の政治生活に関する若干の準則」において、「集団指導制は党の指導の最高原則の一つである。中央から基層にいたる各級党委員会は、いずれもこの原則に基づいて集団指導と個人の分担責任を結合する制度を実行しなければならない。」「書記と委員は上下関係ではない。書記は党の委員会の中で平等な一員である。」などと定め、党の組織の集団指導の堅持と個人独裁の否定の原則が示されている。（党内の政治生活に関する若干の準則、第2条）。

## 歴史
中国共産党中央委員会総書記の役職は、第五次全国代表大会期間の1927年の中央政治局会議で議決された党第三次修正規約第27条において初めて規定された。中央委員会総書記は、中央委員会によって中央委員の中から1人を選ばなければならないと規定された。職務権限は、同じく中央委員会によって中央委員の中から選ばれた数名からなる中央政治局とともに、党の全国の政治工作を指導することと規定された。
その後、1928年議決の第六次全国代表大会改正の党規約では、中国共産党中央委員会総書記についての条文は消滅している。1945年に中国共産党中央委員会主席が創設され、1982年までは党主席が序列第一位であった。
再び中国共産党中央委員会総書記（中央書記処総書記）の役職が登場するのは、1956年の第八次全国代表大会改正の党規約第37条においてである。職務権限は特に定めは無かった。
その後、1969年議決の第九次全国代表大会改正の党規約では、中国共産党中央委員会総書記（中央書記処総書記）についての条文は再び消滅している。
三たび中国共産党中央委員会総書記の役職が登場するのは、1982年議決の第十二次全国代表大会改正の党規約第21条においてである。選出方法、職務権限も同条で明確に規定された。内容は現在の第十八次全国代表大会改正の党規約第22条と同じであり、総書記が同年に廃止された党主席の地位を引き継ぐことになった。
中国共産党中央の役職の名称、選出方法および職務権限を規定する党規約は、1921年の中国共産党成立以来何度も書き換えられてきた。それを受けて各役職間の慣習的なヒエラルキーについても変化してきた。
江沢民の世代から、党中央委員会総書記は国家主席および中央軍事委員会主席と兼務することが慣例となっている。

## 中央委員会総書記(建国前)
- 初代：陳独秀（1927年）
- 第2代：向忠発（1928年 - 1931年）
- 第3代：博古（1932年 - 1935年）

※瞿秋白、王明、張聞天は代行党首担当。

## 中央委員会総書記(建国後)
- 初代：胡耀邦（1982年9月12日 - 1987年1月16日）
  - 代行：趙紫陽（1987年1月16日 - 1987年11月2日）
- 第2代：趙紫陽（1987年11月2日 - 1989年6月23日）
- 第3代：江沢民（1989年6月24日 - 2002年11月15日）
- 第4代：胡錦濤（2002年11月15日 - 2012年11月15日）
- 第5代：習近平（2012年11月15日 - ）

※太字は「最高指導者」となった人物。
なお、中国共産党指導部は党序列最高位の人物に「を主要な代表とする中国の共産主義者」という語を用い、「党中央の核心」呼称は習近平にしか与えられない。
党中央委員会総書記に就いた胡耀邦、趙紫陽など歴代の人物を見てもわかるように、必ずしも党序列最高位の人物がこの役職に就いていたわけではない。党中央委員会総書記に就く人物が党序列最高位になるのではなく、党序列最高位の人物が党中央委員会総書記に就いているに過ぎない。従って、将来において党序列最高位ではない人物が党中央委員会総書記に就く可能性もゼロではない。

## 現在の中央委員会総書記
現在
| 代                                                 | 期                                                 | 中国の最高指導者 中国共産党総書記                  | 中国の最高指導者 中国共産党総書記                  | 生年月日                                           | 政権                                               | 内閣                                               | 在任期間                                           | 日数         |
| -------------------------------------------------- | -------------------------------------------------- | -------------------------------------------------- | -------------------------------------------------- | -------------------------------------------------- | -------------------------------------------------- | -------------------------------------------------- | -------------------------------------------------- | ------------ |
| 07                                                 | 10                                                 |                                                    | 習近平                                             | 1953年6月15日 （71歳）                             | 習政権                                             | 李克強内閣                                         | 2012年11月15日-2017年10月25日                      | 4年 + 344日  |
| 07                                                 | 11                                                 | 2017年10月25日-2022年10月23日                      | 習近平                                             | 1953年6月15日 （71歳）                             | 習政権                                             | 李克強内閣                                         | 4年 + 363日                                        |              |
| 07                                                 | 12                                                 | 李強内閣                                           | 習近平                                             | 1953年6月15日 （71歳）                             | 習政権                                             | 2022年10月23日-現職                                | 2年 + 204日                                        |              |
| 全体中央政治局常務委員を含めた習政権の通算在任日数 | 全体中央政治局常務委員を含めた習政権の通算在任日数 | 全体中央政治局常務委員を含めた習政権の通算在任日数 | 全体中央政治局常務委員を含めた習政権の通算在任日数 | 全体中央政治局常務委員を含めた習政権の通算在任日数 | 全体中央政治局常務委員を含めた習政権の通算在任日数 | 全体中央政治局常務委員を含めた習政権の通算在任日数 | 全体中央政治局常務委員を含めた習政権の通算在任日数 | 12年 + 181日 |

## 存命中の中央委員会総書記経験者
2022年11月30日に江沢民元総書記が逝去したことで、存命中の党総書記経験者は胡錦濤のみとなった。
| 氏名   | 在任期間      | 生年月日               | 現所属政党 | 現在の政治活動             |
| ------ | ------------- | ---------------------- | ---------- | -------------------------- |
| 胡錦濤 | 2002年–2012年 | 1942年12月21日（82歳） | 中国共産党 | 2022年の第20回党大会に出席 |

## 記録

### 総書記の在職記録
| 記録の名称               | 記録保持者氏名 | 記録の内容                                                                  |
| ------------------------ | -------------- | --------------------------------------------------------------------------- |
| 最長在職期間記録         | 江沢民         | 13年4か月                                                                   |
| 最短在職期間記録         | 趙紫陽         | 1年7か月                                                                    |
| 最年長在任記録           | 江沢民         | 76歳                                                                        |
| 最年少就任および在任記録 | 習近平         | 59歳                                                                        |
| 最年長就任記録           | 趙紫陽         | 69歳                                                                        |
| 最多回数当選記録         | 習近平         | 3回 - 1回目：2012年11月15日 - 2回目：2017年10月25日 - 3回目：2022年10月23日 |

### 総書記の在職年数と略歴
| 在職年数順位 | 氏名   | 在職年数            | 在職期間        | 歴代数 |
| ------------ | ------ | ------------------- | --------------- | ------ |
| 1            | 胡耀邦 | 4年 + 126日         | 1982年 - 1987年 | 01     |
| 2            | 趙紫陽 | 1年 + 223日         | 1987年 - 1989年 | 02     |
| 5            | 江沢民 | 13年 + 144日        | 1989年 - 2002年 | 03     |
| 6            | 胡錦濤 | 10年 + 0日          | 2002年 - 2012年 | 04     |
| 7            | 習近平 | 12年 + 181日 (現職) | 2012年 - 在任中 | 05     |